# Stepps
Stepps – miasto w środkowej Szkocji, w jednostce administracyjnej (council area) North Lanarkshire, historycznie w hrabstwie Lanarkshire, przedmieście Glasgow położone na jego północno-wschodnim obrzeżu. W 2022 roku liczyło 7639 mieszkańców.
Miejscowość powstała w XIX wieku, wkrótce po otwarciu przebiegającej tędy linii kolejowej Garnkirk and Glasgow Railway. W 1842 lub 1843 roku otwarto tu stację kolejową, pierwotnie noszącą nazwę Steps Road. Stację zamknięto w 1962 roku, nową otwarto w 1989 roku. Miasto było dawniej ośrodkiem hutnictwa mosiądzu, produkcji whisky oraz wydobycia węgla (pobliską kopalnię zamknięto w 1984 roku).